# Lockheed P-2 Neptune
De Lockheed P-2V (later P-2) Neptune was een maritiem langeafstandspatrouillevliegtuig bestemd voor onderzeebootverkenning en -bestrijding. Het toestel werd door de firma Lockheed voor de Amerikaanse marine ontworpen als vervanger van de verouderde typen PV-1 Ventura en PV-2 Harpoon.

## Achtergrond
Hoewel een klein aantal toestellen werd aangepast voor gebruik aan boord van vliegdekschepen was het ontwerp primair geschikt voor gebruik vanaf bases aan land. Dit vliegtuigtype was een succesvol exportartikel en heeft wereldwijd dienstgedaan in diverse krijgsmachten.
Ook bij de Nederlandse Marine Luchtvaartdienst (MLD) heeft de Neptune lange tijd dienstgedaan. De MLD-toestellen waren eerst nog van het type P-2V5 (12 stuks in de periode 1958-1962) en later van het type P-2V7 (in de periode 1962-1984, aanvankelijk 15 stuks, later aangevuld met vier exemplaren overgenomen van de Franse marine). De P-2V7's zijn later verbouwd tot P2V-7B (ook wel SP-2H). Vanaf de jaren zestig werd het toestel gebruikt voor onderzeebootbestrijding. Ze waren destijds ingedeeld bij 320 en bij 5 squadron en gelegerd op de basissen Valkenburg bij Katwijk aan Zee en Hato, Curaçao. Begin jaren tachtig werden de Neptunes van de MLD vervangen door de Lockheed Orion P-3C-II.5.
Het oorspronkelijke ontwerp stamde al uit de eerste jaren van de Tweede Wereldoorlog maar raakte vanaf 1944 in een stroomversnelling toen duidelijk werd hoe gemakkelijk de productie was en hoe onderhoudsvriendelijk het toestel in gebruik was. Deze beide factoren bleken later ook van cruciaal belang bij de wereldwijde export en bij de lange operationele levensduur van het toestel.
De eerste vlucht vond plaats in 1945 en de productie startte al 1946. In 1947 werden de eerste Amerikaanse squadrons operationeel.
De latere versie van de Neptune werd een van de eerste toestellen die zowel met zuigermotoren als straalmotoren was uitgerust.

## Grote diversiteit
De firma Lockheed bouwde in de loop van de tijd vele varianten van het succesvolle toestel:
- XP2V-1 - Prototype, 1 geleverd
- P2V-1 - 1e productielijn, 15 geleverd
- P2V-2 - 2e productielijn, 81 geleverd.
- P2V-2N ‘Polar Bear’ – Aangepast met ski-landingsgestel, 1 geleverd.
- P2V-3 – Verbeterde motoren, 83 geleverd.
- P2V-3C – Aangepast voor vliegdekoperaties, 11 geleverd.
- P2V-3B – Ombouw P2V-3,-3C en -3W modellen met ASB-1 Low Level Radar Bombing System, 16 geleverd.
- P2V-3W - Airborne Early Warning versie met APS-20 radar, 30 geleverd.
- P2V-3Z – VIP/gevechts transport, 2 geleverd.
- P2V-4 (P-2D) – Voorzien van verbeterde motor en brandstof capaciteit, 52 geleverd.
- P2V-5 – Uitgerust met bewapende neuskoepel, APS-20 en APS-8 radars, afwerpbare tiptanks. Latere modellen waren, in plaats van neus- en staartgeschutskoepels, voorzien van een observatiekoepel in de neus en Magnetic Anomaly Detection (MAD) apparatuur aan de staart. 424 geleverd waarvan 12 aan de Marine Luchtvaartdienst.
- P2V-5F (P-2E) - Modificatie met Westinghouse J34 straalmotoren in plaats van de raketafwerpers onder de vleugels; kreeg tevens een grotere wapenlast.
- AP-2E - P2V-5F met SIGINT/ELINT apparatuur voor US Army Vietnam.
- P2V-5FD (DP-2E) - P2V-5F met doelsleep/lancerings capaciteit in plaats van standaard bewapening.
- P2V-5FE (EP-2E) - P2V-5F met Julie/Julie onderzeebootbestrijdingsapparatuur maar zonder aanpassingen van de P2V-5FS (SP-2E); speciaal voor US Naval Reserve.
- P2V-5FS (SP-2E) - P2V-5F met Julie/Jezebel onderzeebootbestrijdingsapparatuur.
- OP-2E - Aangepast voor Operation Igloo White bij Observation Squadron 67 (VO-67), 12 omgebouwd.
- P2V-6 (P-2F) - Mijnafwerp capaciteit, APS-70 radar, verbeterde motoren, 83 geleverd.
- P2V-6B - AUM-N-2 Petrel lanceermogelijkheid.
- P2V-6M (MP-2F) - Vroegere P2V-6B’s, 16 geleverd. M betekende missile carrier maar werd later veranderd in multi-mission.
- P2V-6F (P-2G) - P2V-6/P-2F voorzien van J34 straalmotoren.
- P2V-6T (TP-2F) – Onbewapende trainerversie zonder tiptanks.
- P2V-7 (P-2H) – De laatste Neptune variant voorzien van verbeterde zuigermotoren, standaard straalmotoren, verbeterde tiptanks, APS-20 radar, vergroot cockpitdak, observatieneus, MAD staartboom en observatieramen in de deuren, 311 geleverd.
- P2V-7LP (LP-2H) - Voorzien van ski-landingsgestel en Jet Assisted Take Off  (JATO) startmogelijkheid, 4 geleverd.
- P2V-7S (SP-2H) – Gelijk aan P-2H versie maar met extra Julie/Jezebel onderzeebootbestrijdingsapparatuur. Hiervan zijn er 19 aan de Nederlandse Marine Luchtvaartdienst geleverd.
- P2V-7U – De marine aanduiding voor de RB-69A versie.
- AP-2H – Grond aanvalsversie voor Heavy Attack Squadron 21 (VAH-21), slechts 4 omgebouwd.
- RB-69A – Verkenningstoestel met Side Looking Airborne Radar (SLAR), 5 geleverd en 2 omgebouwd. Deze toestellen werden door de CIA gebruikt maar droegen USAF kentekens. 2 stuks opereerden tot 1961 in Europa en 5 stuks in Azië. Hiervan ging er 1 door een crash verloren en werden er 4 neergeschoten door de Volksrepubliek China.
- Neptune MR.1 – Britse aanduiding voor 52 geleverde P2V-5’s.
- CP-122 Neptune – Canadese RCAF aanduiding voor 25 geleverde P2V-7’s. De straalmotoren werden er pas later aangezet.
- P-2J (P2V-Kai) - Japanse variant die door de firma Kawasaki van T64 turbopropmotoren werd voorzien. 82 stuks geleverd.

## Galerij

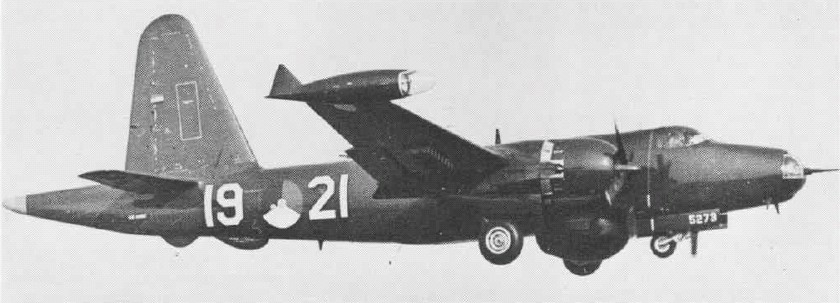
Een van de eerste van 12 aan de MLD geleverde Neptunes.
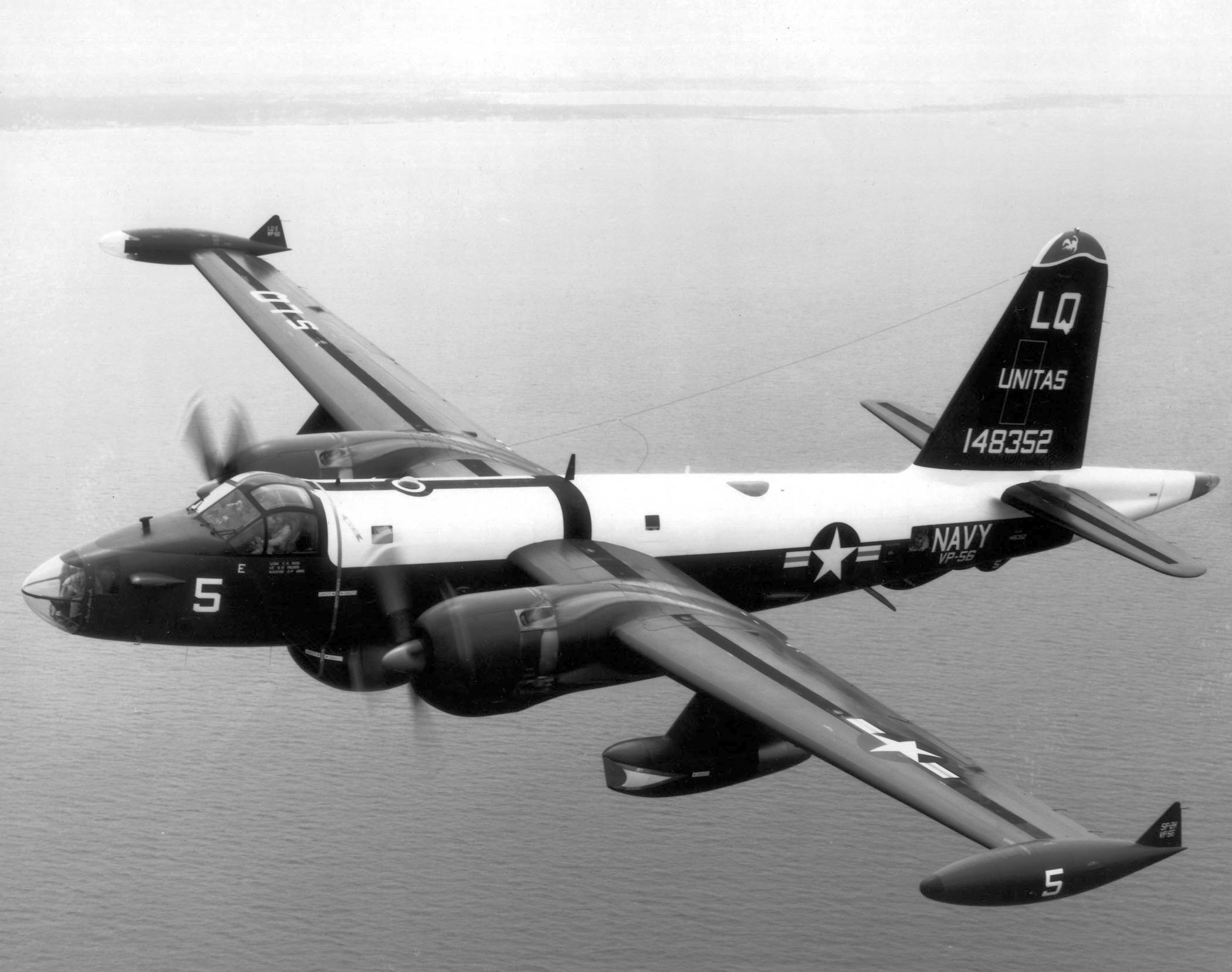
Bij deze latere P-2H versie is de combinatie van zuigermotoren en straalmotoren goed zichtbaar.
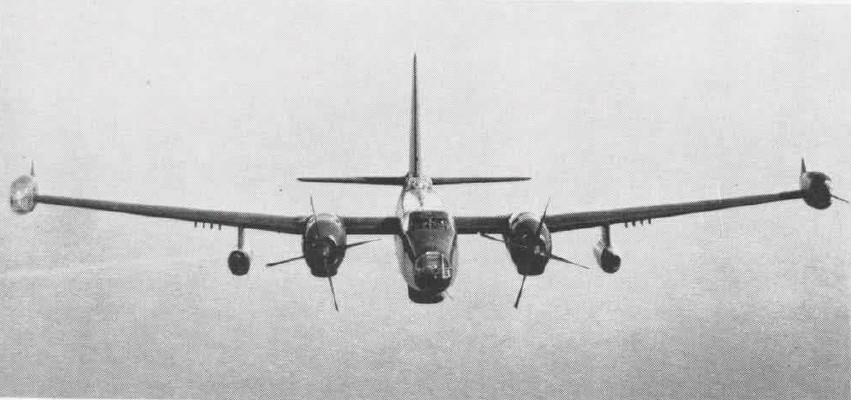
Zeldzame foto; deze Neptune heeft de zuigermotoren afgezet en vliegt op straalaandrijving.
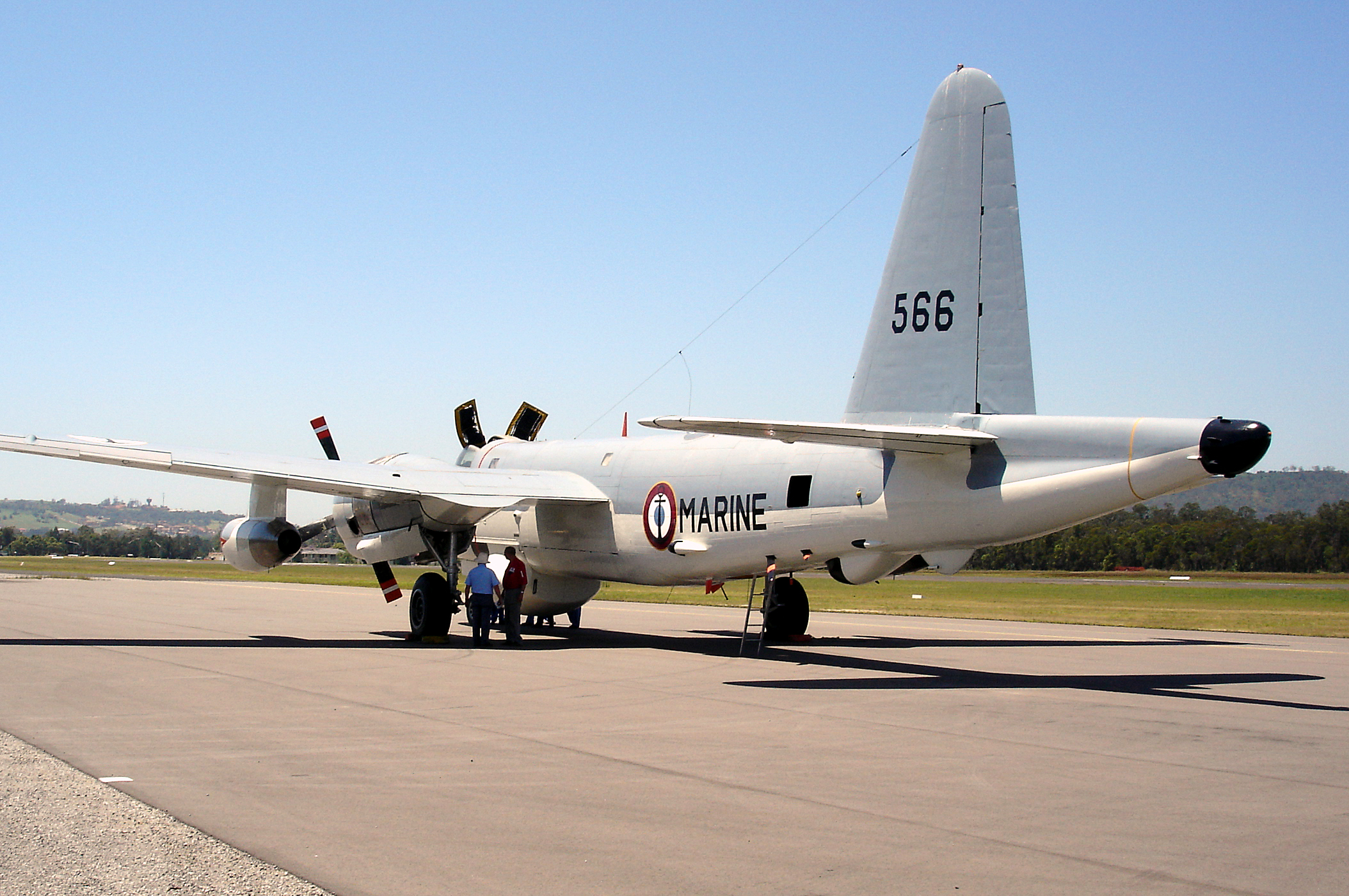
Bij deze Neptune van de Franse Aéronavale is de MAD apparatuur onder en in de staartboom goed zichtbaar.